# Mathias Womacka
Mathias Womacka (ur. 26 czerwca 1966 w Karl-Marx-Stadt) – niemiecki szachista, arcymistrz od 2010 roku.

## Kariera szachowa
W 1984 i 1985 r. uczestniczył w finałach indywidualnych mistrzostw Niemieckiej Republiki Demokratycznej, zajmując odpowiednio VI i VIII miejsce. W tym samych latach reprezentował NRD w międzypaństwowych meczach z Rumunią i Bułgarią. W 1989 r. podzielił III m. (za Jonathanem Levittem i Eckhardem Schmittdielem, wspólnie z Peterem Meisterem) w kołowym turnieju w Augsburgu. W 1992 r. reprezentował Niemcy na rozegranych w Antwerpii mistrzostwach świata studentów. W 1995 r. podzielił I m. (wspólnie z Andrijem Zontachem i Jonathanem Parkerem) w Werfen, natomiast w 2001 r. zwyciężył w Leutersdorfie oraz odniósł jeden z największych sukcesów w karierze, samodzielnie zwyciężając w liczącym ponad 300 uczestników otwartym turnieju Komercni Banka Open w Pardubicach, wyprzedzając 34 arcymistrzów (m.in. Władimira Burmakina, Krishnana Sasikirana, Hannesa Stefanssona, Vlastimila Babulę i Bartosza Soćko) i jednocześnie wypełniając pierwszą normą na ten tytuł. W 2002 r. podzielił I m. (wspólnie z Igorsem Rausisem, Rune Djurhuusem i Kjetilem Lie) w turnieju Troll Masters w Gausdal. W 2007 r. zwyciężył (wspólnie z Emilem Hermanssonem) w Mariańskich Łaźniach, w 2008 r. podzielił II m. (za Borysem Marjasinem, wspólnie z m.in. Andrasem Flumbortem, Laszlo Gondą i Gieorgijem Timoszenko) w Latschachu oraz zdobył we Fredersdorfie-Vogelsdorfie tytuł wicemistrza Niemiec w szachach szybkich, w 2009 r. podzielił II m. (za Aleksandrem Bierełowiczem, wspólnie z m.in. Dawitem Łobżanidze) w Siebenlehn, natomiast w 2010 r. podczas mistrzostw Europy w Rijece wypełnił drugą (i w tym przypadku liczoną podwójnie) normę arcymistrzowską.
Najwyższy ranking w dotychczasowej karierze osiągnął 1 kwietnia 2002 r., z wynikiem 2506 punktów zajmował wówczas 35. miejsce wśród niemieckich szachistów.